# Barbara Kraus (Physikerin)
Barbara Kraus (* 26. Dezember 1975 in Innsbruck) ist eine österreichische Quantenphysikerin. Sie ist Professorin für Quantenalgorithmen und -anwendungen an der Technischen Universität München. Ihre Spezialgebiete sind Quantenverschränkung, Quanteninformatik und Quantenkryptographie. Kraus wurde wiederholt für ihre Arbeit ausgezeichnet, darunter mit dem Start-Preis, dem Ludwig-Boltzmann-Preis und dem Lieben-Preis.

## Leben
Kraus begann 1994 ein Doppelstudium der Mathematik und Physik an der Universität Innsbruck. Ihr Studium der Physik schloss sie 1999 ab; 2003 promovierte sie in Physik mit der Dissertation Entanglement Properties of Quantum States and Quantum Operations und schloss ihr Studium der Mathematik ab, in allen drei Fällen mit Auszeichnung. Im Anschluss arbeitete sie als Postdoc im Jahr 2003 am Max-Planck-Institut für Quantenoptik in Garching, von 2004 bis 2006 an der Universität Genf und von 2006 bis 2010 als Stipendiatin des Projekts Quantenkomplexitäten und Quantenschnittstellen im Rahmen des vom FWF organisierten Elise-Richter-Programms an ihrer Alma Mater in Innsbruck. Hier forschte sie in der Arbeitsgruppe von Hans J. Briegel, Quantum Information and Computation. Vor dem Antritt ihres Stipendiums wurde sie von der Universität Innsbruck im Juni 2006 als Kopf der Woche präsentiert. Ein ebenfalls 2006 gewährtes Postdoc-Stipendium des Austrian Programme for Advanced Research and Technology (APART) schlug sie zugunsten des FWF-Stipendiums für ihre Tätigkeit in Innsbruck aus.
Mit Verleihung des Start-Preises im Jahr 2010 wurde Kraus auf eine Assistenzprofessur an der Universität Innsbruck berufen. Sie gründete ihre eigene Forschungsgruppe, Entanglement Theory & Quantum Information Theory. Nach ihrer Habilitation im Jahr 2012 wurde Kraus im Jahr 2013 außerordentliche Professorin und 2020 ordentliche Professorin. Von 2021 bis 2022 war sie Vorsitzende des Instituts für theoretische Physik.
Im Jahr 2023 wurde sie auf die Professur für Quantenalgorithmen und -anwendungen an der School of Natural Sciences der TU München berufen.

## Wirken
Kraus’ hauptsächliche Forschungsgebiete sind die Quantenverschränkung von Vielteilchensystemen, deren Anwendung in der Quanteninformatik vor allem zur Entwicklung eines Quantencomputers und die Verifikation von Quantenberechnungen.
Innerhalb der Österreichischen Akademie der Wissenschaften (ÖAW) war Kraus Mitglied im Erwin Schrödinger Center for Quantum Science & Technology (ESQ) sowie 2014–2022 der Jungen Kurie (seit 2016: Junge Akademie), die sich vor allem der Förderung junger Wissenschaftler verschrieben hat. In den Jahren 2016–2019 war sie Mitglied im jährlich gewählten Direktorium der Jungen Akademie.
Kraus war bis 2022 stellvertretende Vorsitzende des im März 2019 gestarteten, auf 10 Jahre Laufzeit angesetzten Spezialforschungsbereichs des FWF, BeyondC: Quantum Information Systems Beyond Classical Capabilities, des Nachfolgers der quantenphysikalischen Spezialforschungsbereiche CMCQ (1999–2008) und FoQus (2009–2018). Die österreichweite Kooperation zwischen der Universität Innsbruck, der Universität Wien, dem Institut für Quantenoptik und Quanteninformation in Innsbruck und dem Institute of Science and Technology in Maria Gugging sowie dem deutschen Max-Planck-Institut für Quantenoptik in Garching will die Forschungsergebnisse der letzten Jahrzehnte ausbauen und neue Meilensteine auf dem Weg zum vollwertigen Quantencomputer setzen. Eine besondere Herausforderung dafür ist laut Kraus die Gewährleistung, dass der Quantencomputer korrekte Ergebnisse liefert, weshalb Fehlerminimierung und Systemkontrolle Priorität haben. Außerdem will BeyondC junge Wissenschaftler fördern und in der Öffentlichkeit das Bewusstsein für Österreichs Vorreiterrolle in der Quantenphysik stärken; besonders wichtig ist dabei dem Projekt, und Kraus im Besonderen, auch die Förderung des weiblichen Nachwuchses. Von den 12 involvierten Forschungsgruppen – die Hälfte davon von der Universität Innsbruck – betreute Kraus das Projekt P07 – Entanglement as Tool in Quantum Information Processing. Ihre Nachfolge als stellvertretende Vorsitzende von BeyondC trat die in Innsbruck tätige Experimentalphysikerin Tracy Northup an.
Von September 2020 bis Ende 2022 war Kraus außerdem beteiligt am fünfjährigen Forschungsprojekt Forschungsgruppe FG 5 „Multiphoton Experiments with Semiconductor Quantum Dots“ in einer Kooperation zwischen Universität Innsbruck, Universität Wien und Johannes Kepler Universität Linz, koordiniert vom in Linz tätigen italienischen Physiker Armando Rastelli. Von der Universität Innsbruck nimmt auch der Experimental-Quantenphysiker Gregor Weihs teil, nach dem Weggang von Kraus seit Anfang 2023 auch der theoretische Quantenoptiker Helmut Ritsch.

## Zitat
Kraus bezeichnet sich als Wissenschaftlerin aus Leidenschaft. Hierzu sagte sie:

„Ich hatte das große Glück, von hervorragenden, international hoch angesehenen Physikern in das Gebiet der Quantenphysik eingeführt zu werden, unter anderen von Prof. Peter Zoller und Prof. J. Ignacio Cirac. Das Thema und ihre Begeisterung ließ mich oft mit offenem Mund in den Vorlesungen sitzen. Eine Begeisterung, die direkt auf mich übertragen wurde und deren Feuer heute noch in mir brennt. Ich wünsche der nächsten Generation, dass sie diese Begeisterung für Wissenschaft nicht nur erfährt sondern auch weitergibt. Ich denke, dass der ‚Wissenschaftler als Beruf‘ seine Berechtigung hat, er kann aber den Wissenschaftler aus Leidenschaft nie ersetzen.“

## Auszeichnungen
- Start-Preis 2010[10]
- Ludwig-Boltzmann-Preis der Österreichischen Physikalischen Gesellschaft (2011)[10]
- Lieben-Preis 2013[22][10]
- Forschungspreis der Stiftung Südtiroler Sparkasse 2019[23]